# أنسلمو لورينزو
أنسلمو لورينزو (بالإسبانية: Anselmo Lorenzo) (و. 1841 – 1914 م) هو anarcho-syndicalist ‏، ونقابي إسباني، ولد في طليطلة، كان عضوًا في الاتحاد الوطني للعمل، وجمعية الشغيلة العالمية، توفي في برشلونة، عن عمر يناهز 73 عاماً.